# Aartsbisdom Jakarta
Het aartsbisdom Jakarta (Latijn: Archidioecesis Giakartana) is een rooms-katholiek aartsbisdom met als zetel Jakarta, hoofdstad van Indonesië. De aartsbisschop van Jakarta is metropoliet van de kerkprovincie Jakarta, waartoe ook de volgende suffragane bisdommen behoren:
- Bandung
- Bogor

## Geschiedenis
Het aartsbisdom werd opgericht op 8 mei 1807, als de apostolische prefectuur Batavia, uit delen van de apostolische prefectuur Bourbon. Op 3 april 1841 werd het verheven tot apostolisch vicariaat. Op 7 februari 1950 veranderde het van naam naar apostolisch vicariaat Djakarta. Op 3 januari 1961 werd het verheven tot metropolitaan aartsbisdom. Op 22 augustus 1973 veranderde het nogmaals van naam naar aartsbisdom Jakarta. 
Het verloor meermaals gebied bij de oprichting van de apostolische prefecturen Labuan e Borneo (1855), Nuova Guinea Olandese (1902), Dutch Borneo (1905), Sumatra (1911), Isole della Piccola Sonda (1913), Célebes (1919), Malang (1927), Surabaia (1928), Bandung (1932), Purwokerto (1932), het apostolisch vicariaat Semarang (1940), en de apostolische prefectuur Sukabumi (1940).

## Parochies
Het aartsbisdom had in 2022 een oppervlakte van 10.775 km2 en telde 20.635.210 inwoners waarvan 2,7% rooms-katholiek was.

## Ordinarii

### Apostolische prefecten
- Jacobus Nelissen (8 mei 1807 - 6 december 1817)
- Lambertus Prinsen (6 december 1817 - 5 februari 1830)
- Joannes Henricus Scholten (10 september 1831 - 3 februari 1842)

### Apostolisch vicarissen
- Jacobus Grooff (20 september 1842 - 19 april 1852; in 1846 verbannen uit Nederlands-Indië)
- Petrus Maria Vrancken (19 april 1852 - 28 mei 1874; coadjutor sinds 4 juni 1847)
- Adam Charles Claessens (16 juni 1874 - 23 mei 1893; titulair aartsbisschop in 1884)
- Walterus Staal (23 mei 1893 - 30 januari 1897)
- Edemond Sijbrand Luijpen (21 mei 1898 - 2 mei 1923)
- Anton Pieter Franz van Velsen (21 januari 1924 - maart 1933)
- Pieter Jan Willekens (23 juli 1934 - 1952)

### Aartsbisschoppen
- Adrianus Djajasepoetra (apostolisch vicaris: 18 februari 1953, aartsbisschop: 3 januari 1961 - 21 mei 1970)
- Leo Soekoto (21 mei 1970 - 30 december 1995)
- Julius Riyadi Darmaatmadja (11 januari 1996 - 28 juni 2010; kardinaal in 1994)
- Ignatius Suharyo Hardjoatmodjo (28 juni 2010 - heden; coadjutor sinds 25 juli 2009, kardinaal in 2019)

## Galerij van afbeeldingen

Kerkprovincie met aartsbisdom en suffragane bisdommen
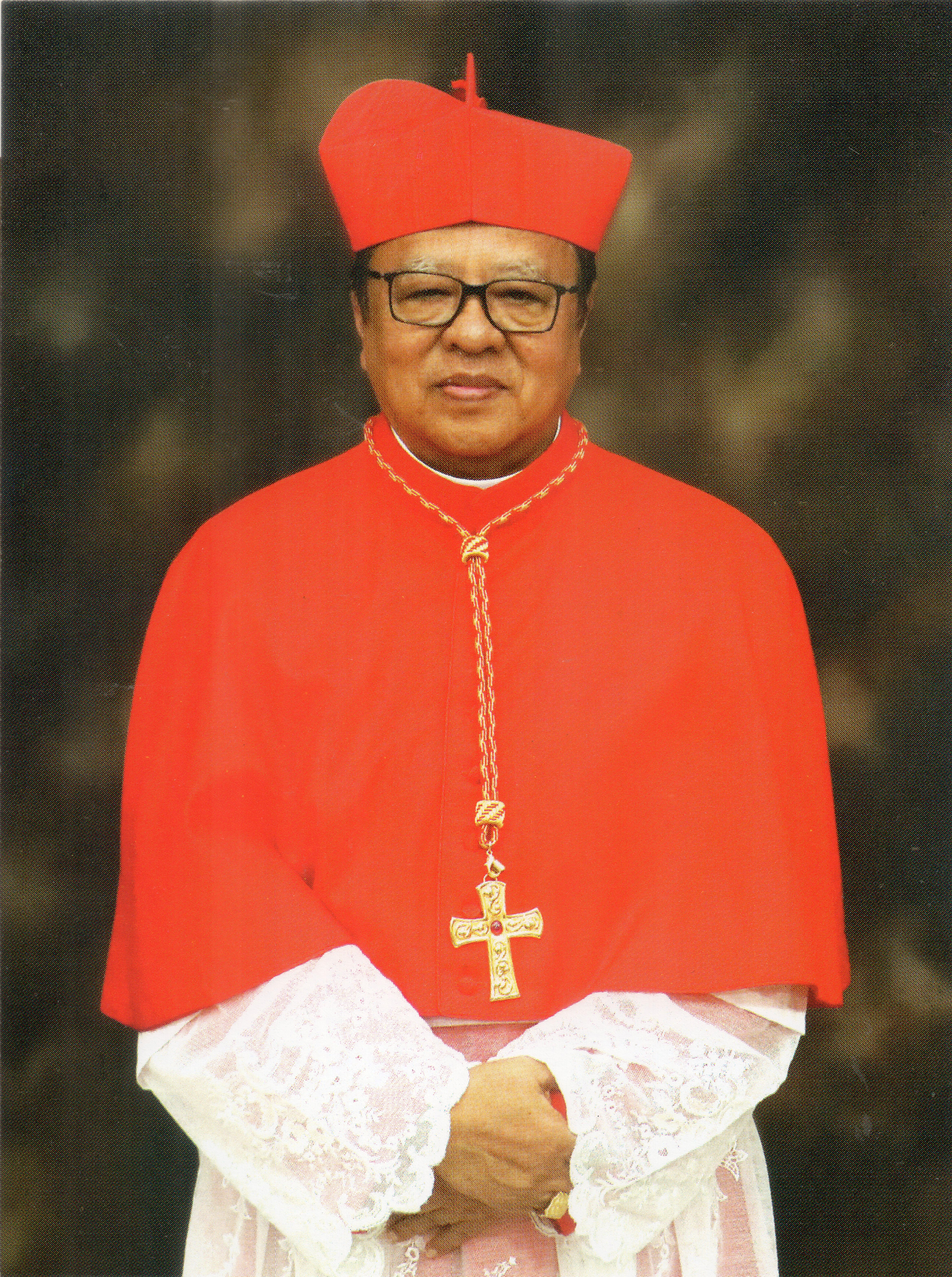
Aartsbisschop Ignatius Suharyo Hardjoatmodjo (2010-heden), kardinaal in 2019
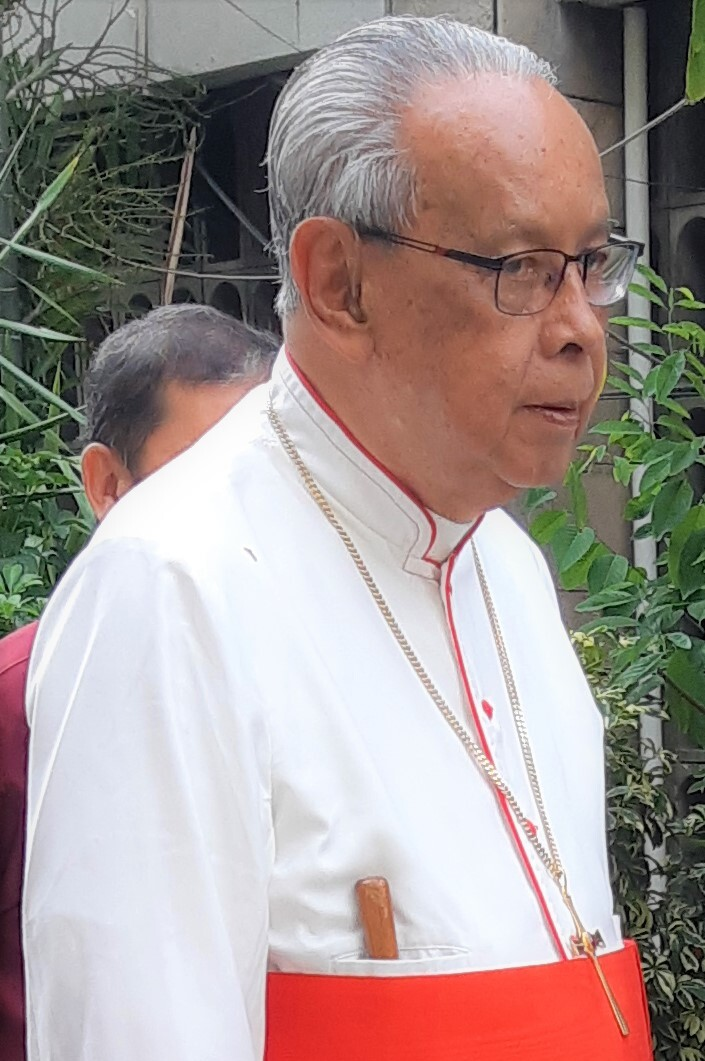
Aartsbisschop Julius Riyadi Darmaatmadja (1996-2010), kardinaal in 1994

Jakarta (aartsbisdom) · Bandung · Bogor